# مونليون
مونليون هي بلدية تقع في مقاطعة شلمنقة بمنطقة قـشتالة وليون في إسبانيا. ووفقًا لتعداد السكان الذي أجراه المعهد الوطني للإحصائيات بإسبانياعام 2007، بلغ عدد سكانها ذلك العام 113 نسمة. كانت البلدية موضع أحد الحصون الأندلسية عرف باسم «حصن المنتلون».